# Loxoconcha kosugii
Loxoconcha kosugii is een mosselkreeftjessoort uit de familie van de Loxoconchidae. De wetenschappelijke naam van de soort is voor het eerst geldig gepubliceerd in 2002 door Nakao & Tsukagoshi.